# ميغيل لوبيز (لاعب كرة قدم)
ميغيل لوبيز (بالإنجليزية: Miguel Lopez)‏ (1 أكتوبر 1953 في السلفادور - ) هو لاعب كرة قدم أمريكي في مركز الدفاع. شارك مع منتخب الولايات المتحدة لكرة القدم. أما مع النوادي، فقد لعب مع لوس أنجلوس أزتكس ولوس أنجلوس سكايهوكس ‏.